# Sollevamento pesi ai Giochi della XI Olimpiade - Pesi massimi
La competizione della categoria pesi massimi (oltre 82,5 kg) di sollevamento pesi ai Giochi della XI Olimpiade si è svolta il giorno 5 agosto 1936 alla Deutschlandhalle.

## Regolamento
La classifica era ottenuta con la somma delle migliori alzate delle seguenti 3 prove:
- Distensione lenta
- Strappo
- Slancio

Su ogni prova ogni concorrente aveva diritto a tre alzate.

## Risultati
| Pos.    | Atleta           | Nazione        | Peso Atleta | Totale | Distensione lenta | Distensione lenta | Distensione lenta | Strappo | Strappo | Strappo | Slancio | Slancio | Slancio |
| Pos.    | Atleta           | Nazione        | Peso Atleta | Totale | 1                 | 2                 | 3                 | 1       | 2       | 3       | 1       | 2       | 3       |
| ------- | ---------------- | -------------- | ----------- | ------ | ----------------- | ----------------- | ----------------- | ------- | ------- | ------- | ------- | ------- | ------- |
| Oro     | Josef Manger     | Germania       | 105,0       | 410,0  | 122,5             | 132,5             | 135,0             | 115,0   | 122,5   | 125,0   | 145,0   | 152,5   | 155,0   |
| Argento | Václav Pšenička  | Cecoslovacchia | 104,15      | 402,5  | 122,5             | 127,5             | 127,5             | 117,5   | 122,5   | 125,0   | 150,0   | 155,0   | 155,0   |
| Bronzo  | Arnold Luhaäär   | Estonia        | 120,0       | 400,0  | 107,5             | 112,5             | 115,0             | 112,5   | 120,0   | 120,0   | 152,5   | 160,0   | 165,0   |
| 4       | Ronald Walker    | Gran Bretagna  | 88,5        | 397,5  | 110,0             | 120,0             | 120,0             | 115,0   | 122,5   | 127,5   | 155,0   | 160,0   | 167,5   |
| 5       | Hussein Moukhtar | Egitto         | 97,6        | 395,0  | 105,0             | 110,0             | 112,5             | 115,0   | 122,5   | 125,0   | 150,0   | 160,0   | 165,0   |
| 6       | Josef Zeman      | Austria        | 94,0        | 387,5  | 105,0             | 110,0             | 112,5             | 115,0   | 122,5   | 125,0   | 150,0   | 155,0   | 157,5   |
| 7       | Paul Wahl        | Germania       | 109,2       | 375,0  | 110,0             | 115,0             | 117,5             | 110,0   | 120,0   | 120,0   | 140,0   | 150,0   | 150,0   |
| 8       | Rudolf Schilberg | Austria        | 114,35      | 372,5  | 115,0             | 125,0             | 130,0             | 102,5   | 107,5   | 107,5   | 135,0   | 135,0   | 140,0   |
| 9       | John Carl Grimek | Stati Uniti    | 87,8        | 357,5  | 115,0             | 120,0             | 120,0             | 105,0   | 105,0   | 110,0   | 137,5   | 145,0   | 145,0   |
| 10      | Marcel Dumoulin  | Francia        | 93,2        | 355,0  | 95,0              | 100,0             | 102,5             | 110,0   | 110,0   | 115,0   | 135,0   | 140,0   | 145,0   |
| 11      | Václav Bečvář    | Cecoslovacchia | 94,8        | 355,0  | 95,0              | 100,0             | 100,0             | 110,0   | 115,0   | 117,5   | 145,0   | 150,0   | -       |
| 12      | David Mayor      | Stati Uniti    | 106,6       | 352,5  | 95,0              | 100,0             | 100,0             | 102,5   | 107,5   | 107,5   | 137,5   | 145,0   | 145,0   |
| 13      | Ernst Fischer    | Svizzera       | 103,1       | 317,5  | 102,5             | 102,5             | 105,0             | 90,0    | 95,0    | 95,0    | 125,0   | 130,0   | 130,0   |